# دل دوباره به یاد آورد (فیلم ۲۰۰۱)
دل دوباره به یاد آورد (به هندی: Dil Ne Phir Yaad Kiya) فیلمی محصول سال ۲۰۰۱ و به کارگردانی راجات راویل است. در این فیلم بازیگرانی همچون گوویندا، تابو، پوجا باترا، وینی آناند، کیران کومار، تیکو تالسانیا ایفای نقش کرده‌اند.